# 킹스턴 대학교

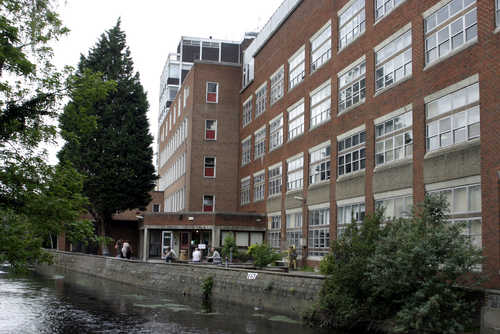

킹스턴 대학교 런던(Kingston University London, 줄여서 KUL)은 영국 런던 남서부 템즈 위 킹스턴어폰템스 왕립구 내에 위치한 공립 연구 대학이다. 그 대학은 예술, 디자인, 패션, 과학, 공학, 그리고 사업을 전문으로 한다. 1992년에 대학의 지위를 얻었고, 그 이전에는 킹스턴 폴리테크닉으로 알려져 있었다. 그러나 그 뿌리는 1899년에 설립된 킹스턴 기술 연구소로 거슬러 올라간다. 그 대학은 킹스턴과 로햄턴에 위치한 4개의 캠퍼스가 있다.
킹스턴 대학교 런던은 MBA 협회, 유럽 대학 협회, 영연방 대학 연합의 회원이다.

## 같이 보기
- 영국의 대학 목록